# 폴리그램
폴리그램(PolyGram)은 네덜란드에 본사를 두었던 레코드 회사이다. 1962년 지멘스의 음악 부문과 필립스의 음악 부문이 합병되어 그래모폰-필립스 그룹(Grammophon-Philips Group)이라는 이름으로 탄생했다.
1972년 소유주인 필립스와 지멘스가 각각 50%의 지분을 나눠가지면서 폴리그램이라는 명칭이 사용되게 되면서 이 때부터 최고의 음반 전문기업으로 도약하기 위한 기틀을 다진다.
1998년 캐나다의 주류 전문 업체이자 유니버설 스튜디오를 소유한 시그램(Seagram)에게 넘어갔다가 1999년 시그램이 엔터테인먼트 사업을 접고 엔터테인먼트 사업의 지분 모두를 유니버설 뮤직에 양도하면서 사라졌다.

## 같이 보기
- 워킹 타이틀 필름스